# Rolla Kent Beattie
Rolla Kent Beattie (1875–1960) fue un botánico y profesor estadounidense, destacado fitopátologo.

## Biografía

### Primeros años y educación
Beattie era originario de Ashland (Ohio). Estudió en la Cotner University, donde obtuvo un Bachelor of Arts en 1895. También asistió a la Universidad de Nebraska, con un Bachelor of Science en 1896, y el Master of Arts en 1898.

### Carrera
Beattie fue docente de escuelas medias en Colorado y en Wyoming hasta 1899, cuando se unió a la Universidad Estatal de Washington como instructor de botánica. Junto con el comienzo de su trabajo en el estudio de la fitopatología en la WSC, estudiando biología vegetal en Washington, Idaho, y la costa noroeste de EE. UU., trabajando en particular con su colaborador, Charles Vancouver Piper (1867-1926), preparando una flora del Estado en 1906 con el título de Flora de Washington. Se convirtió en jefe de departamento y botánico de la Agricultural Experiment Station de la universidad después que Piper dejó el cargo.
Como con Harold St. John (1892 - 1991), se vio como el sucesor de C. V. Piper, aunque tomó la dirección contraria a St. John en la disputa de nomenclatura. Consecuentemente resultó St. John, más descriptor de una guía de la flora que lo hecho por Beattie que esencialmente fue un botánico historiador. Como sucesores de Piper, ambos fueron exitosos, aunque la falla de St. John ocurrió al inspirar hacia una segunda generación para la Flora del Oeste de Washington y no logró inducir a nadie para hacerlo.
Beattie pasó a trabajar para el Consejo Federal de Horticultura, en el Oficina de Vegetales industriales USDA, viéndose involucrado en el desarrollo de procedimientos de inspección de plantas industriales de vegetales. También estudió cancro del castaño y la grafiosis (enfermedad holandesa del olmo). Después de su retiro en 1945, Beattie tomó los estudios pioneros del fitopatólogo del Noroeste del Pacífico David Douglas, pero no pudo terminar sus estudios debido a su mala salud.
Beattie falleció en 1960, en Bethesda, Maryland.

## Algunas publicaciones
- 2011. Flora of the Northwest Coast: Including the Area West of the Summit of the Cascade Mountains, from the Forty-ninth Parallel South to the Calapooia Mou. Con Charles Vancouver Piper. Edición reimpresa de BiblioBazaar, 440 pp. ISBN 1246569744, ISBN 9781246569742

- 1937. The Dutch Elm Disease in Europe. Edición reimpresa, 4 pp.

- 1914. Bibliography of the Chestnut Tree Blight Fungus. Colaboró Commission for the Investigation and Control of the Chestnut Tree Blight Disease in Pennsylvania. Ed. Wm. Stanley Ray, State Printer, 32 pp.
- La abreviatura «Beattie» se emplea para indicar a Rolla Kent Beattie como autoridad en la descripción y clasificación científica de los vegetales.[2]